# Partido Nacionalista de Corea
El Partido Nacionalista de Corea (en coreano: 대한국민당, Daehan Gukmin Dang) fue un partido político de Corea del Sur.

## Historia
El partido fue fundado a fines de 1949 por un grupo de 71 parlamentarios liderados por Yun Chi-young. En las elecciones legislativas de 1950 el partido recibió el 9.7% y ganó 24 escaños, emergiendo como el partido con más escaños junto con el Partido Nacionalista Democrático. Aunque, en las siguientes elecciones legislativas en 1954 su representación parlamentaria se redujo a 3 escaños.
Yun fue el candidato del partido para vicepresidente en las elecciones presidenciales de 1956, pero recibió solo el 2.8% de los votos. El partido perdió su representación parlamentaria en las elecciones legislativas de 1958 y se disolvió posteriormente.